# Bezerros
Bezerros é um município do estado de Pernambuco, no Brasil. O município é formado pelos distritos: Bezerros, Sapucarana e Boas Novas.

## História
A origem de Bezerros data de 20 de maio 1870. Nessa época, foi implantado um grande comércio de gado, iniciando o povoamento do local. Algumas versões da história de Bezerros tentam explicar o nome da cidade. A primeira diz respeito ao sobrenome da família Bezerra, que foi a primeira proprietária das terras. A segunda diz que o local foi, primitivamente, uma queimada de bezerros. A terceira conta que um dos filhos da família Bezerra se perdeu na reserva florestal no dia 18 de Maio, tendo sido feita uma promessa a São José, sendo a criança encontrada com vida dois dias após seu sumiço, ou seja, dia 20 de Maio, ao pé de frondosa árvore onde foi erguida uma capela sob a invocação de São José dos Bezerros. O município é formado pelos distritos: Bezerros (sede), Sapucarana e Boas Novas e pelos povoados de Serra Negra, Sítio dos Remédios, Cajazeiras e Areias. Anualmente, no dia 18 de maio, Bezerros comemora a sua emancipação política. O padroeiro da cidade é São José.

## Geografia

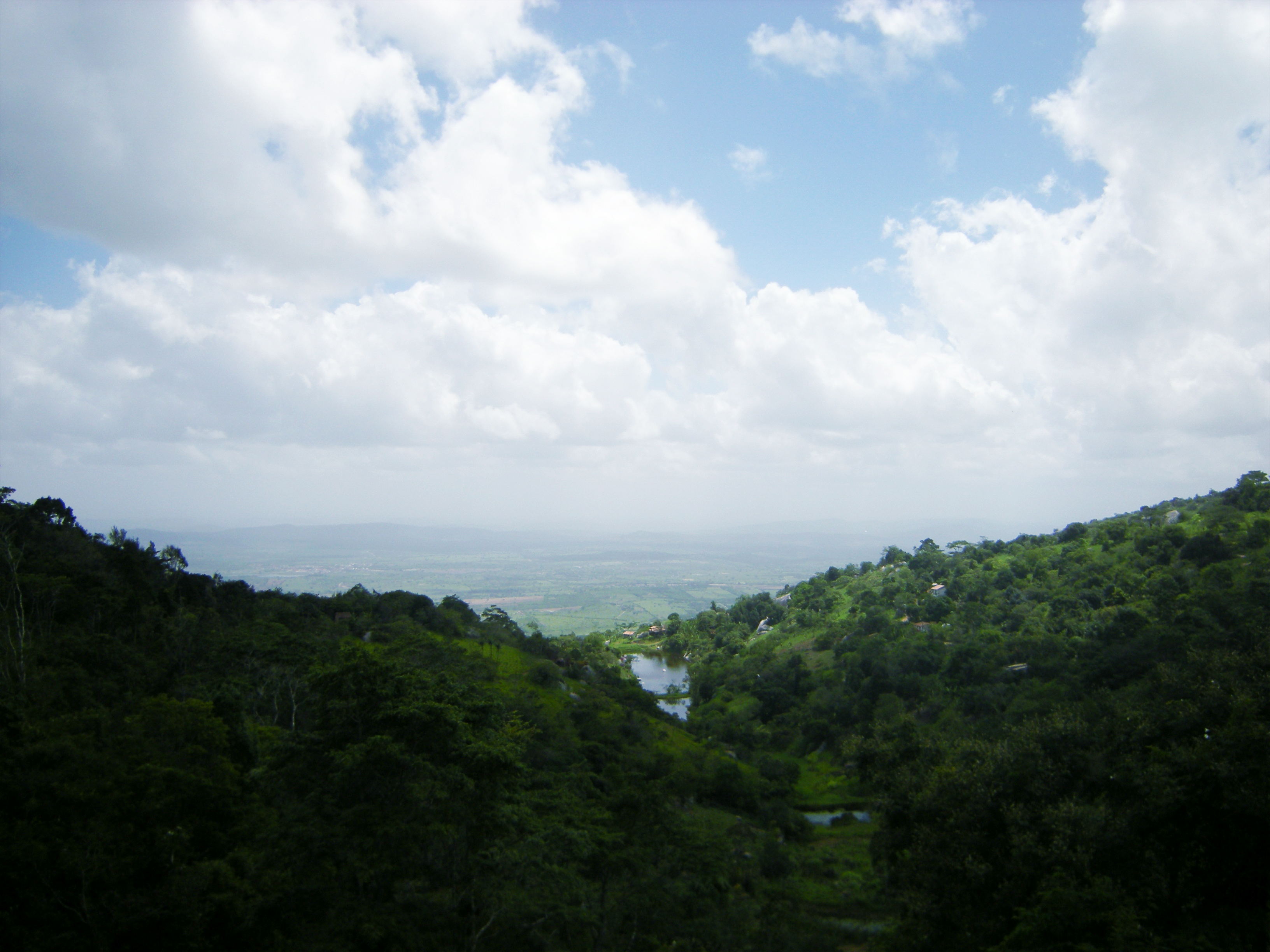
Serra Negra

Localiza-se a uma latitude 08º14'07" sul e a uma longitude 35º45'10" oeste, estando a uma altitude de 470 metros. Possui uma área de 492,632 km² e sua população, conforme estimativas do Instituto Brasileiro de Geografia e Estatística de 2020, era de 60 880 habitantes.

### Limites
- Norte: Cumaru e Passira.
- Sul: São Joaquim do Monte e Agrestina.
- Oeste: Riacho das Almas e Caruaru.
- Leste: Gravatá, Sairé e Camocim de São Félix.

### Hidrografia
O município está inserido na bacia hidrográfica do Rio Ipojuca.

### Clima
O clima da cidade é o clima semiárido, porém com alguns trechos de clima tropical de altitude.

### Divisão distrital e povoados
- Distrito-sede
- Boas Novas
- Sapucarana
- Encruzilhada
- Povoados: Cajazeiras, Fazendinha, Jurema, Poção, Serra Negra, Sítio dos Remédios, Areias, Raposa.

### Relevo
O município está inserido na unidade geoambiental do Planalto da Borborema. Tem seu ponto culminante no povoado de Serra Negra, onde a altitude chega a 957 metros.

### Vegetação
A vegetação do município é composta por caatinga hiperxerófila e mata atlântica.

## Economia
A economia do município consiste na agricultura, sendo um dos maiores produtores de tomate do Estado; na indústria, destacam-se suas fábricas de bolos. Bezerros destaca-se também nas fábricas de doces. Além disso, Bezerros é uma das cidades pernambucanas que mais se destacam na produção de granito. Na gastronomia, uma boa pedida são os restaurantes do Distrito de Encruzilhada, onde o principal atrativo é a carne de sol.

## Turismo
O Carnaval de Bezerros é um dos mais procurados do estado. Nesta ocasião, ocorre uma tradição local, que é quando as pessoas brincam o carnaval usando máscaras de todos os tipos, tanto máscara de plástico industrializadas, como as de papel machê e coité. Por esta tradição, a cidade ficou conhecida como a "Terra do Papangu" ("Papangus" refere-se às pessoas que saem mascaradas durante o carnaval).

## Bezerrenses ilustres
- J. Borges, poeta, cordelista e xilogravurista.
- José João da Silva, ex-atleta.